# Xã Sykeston, Quận Wells, Bắc Dakota
Xã Sykeston (tiếng Anh: Sykeston Township) là một xã thuộc quận Wells, tiểu bang Bắc Dakota, Hoa Kỳ. Năm 2010, dân số của xã này là 43 người.